# 一零一铁路
一零一鐵路是位于中华人民共和国首都北京市境内隶属于中国国家铁路集团的一条单线非电气化支线铁路。这条线路起于京广线卢沟桥东端，终于西郊机场西侧的一零一站。春运期间，北京铁路局会使用一零一铁路在一零一站的客车库与其它车辆段间进行调车作业。
一零一铁路起于京广线下行5.608公里处，经张仪村向北延伸至丰沙线2.3公里处汇入丰沙线至石景山南站。出石景山南站后线路向北延伸，在衙门口站与北京地铁1号线衙门口支线平交。线路继续向北经过八宝山，上跨京门铁路和永定河引水渠至海淀区小屯，在西郊机场西侧设终点站一零一站，全长15.76公里。

## 历史

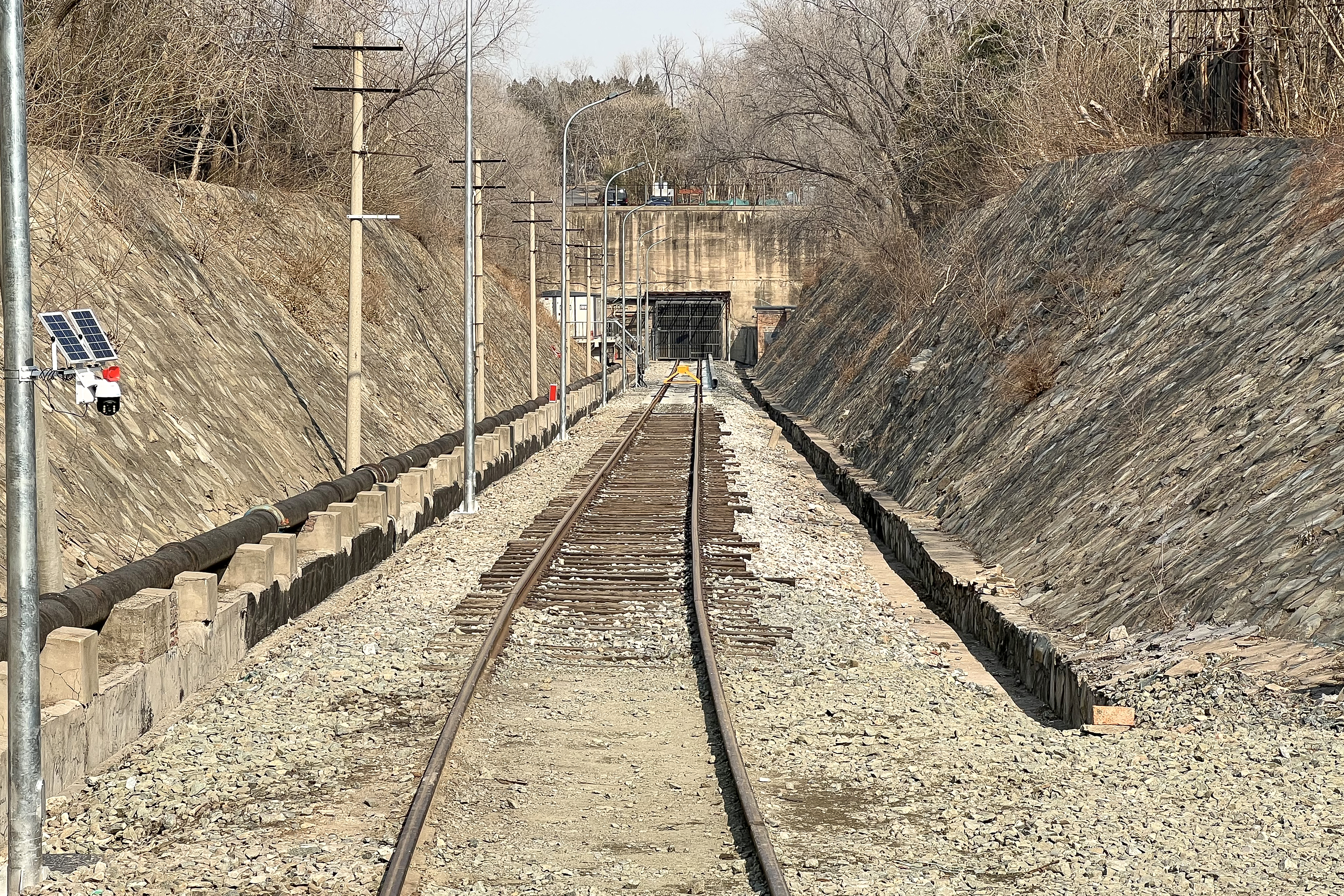
北京地铁衙门口支线

一零一鐵路始建于1969年9月6日，1971年竣工，建设时属于保密项目，由交通部成立101工程领导小组直接主持，竣工后由铁道部专运处接管:255。1975年曾增设警卫住房以及运输住房等设施。另一条通往西郊机场的京门铁路中国人民解放军86205部队专用线因为终点为西郊油库而不具备办理客运条件，所以当时只可以使用一零一鐵路办理客运，现已不通西郊机场，原有部分铁路路径已被闵庄南里公交车站、闵航路19号院小区道路的沥青所覆盖。1982年，一零一铁路移交至北京铁路局:255。一零一铁路现仍在使用中，在2016年时进行了水泥枕木的翻修，2017年时重新更换了石景山南站一零一鐵路的出站道岔以及出站信号机。

## 车站

### 石景山南站

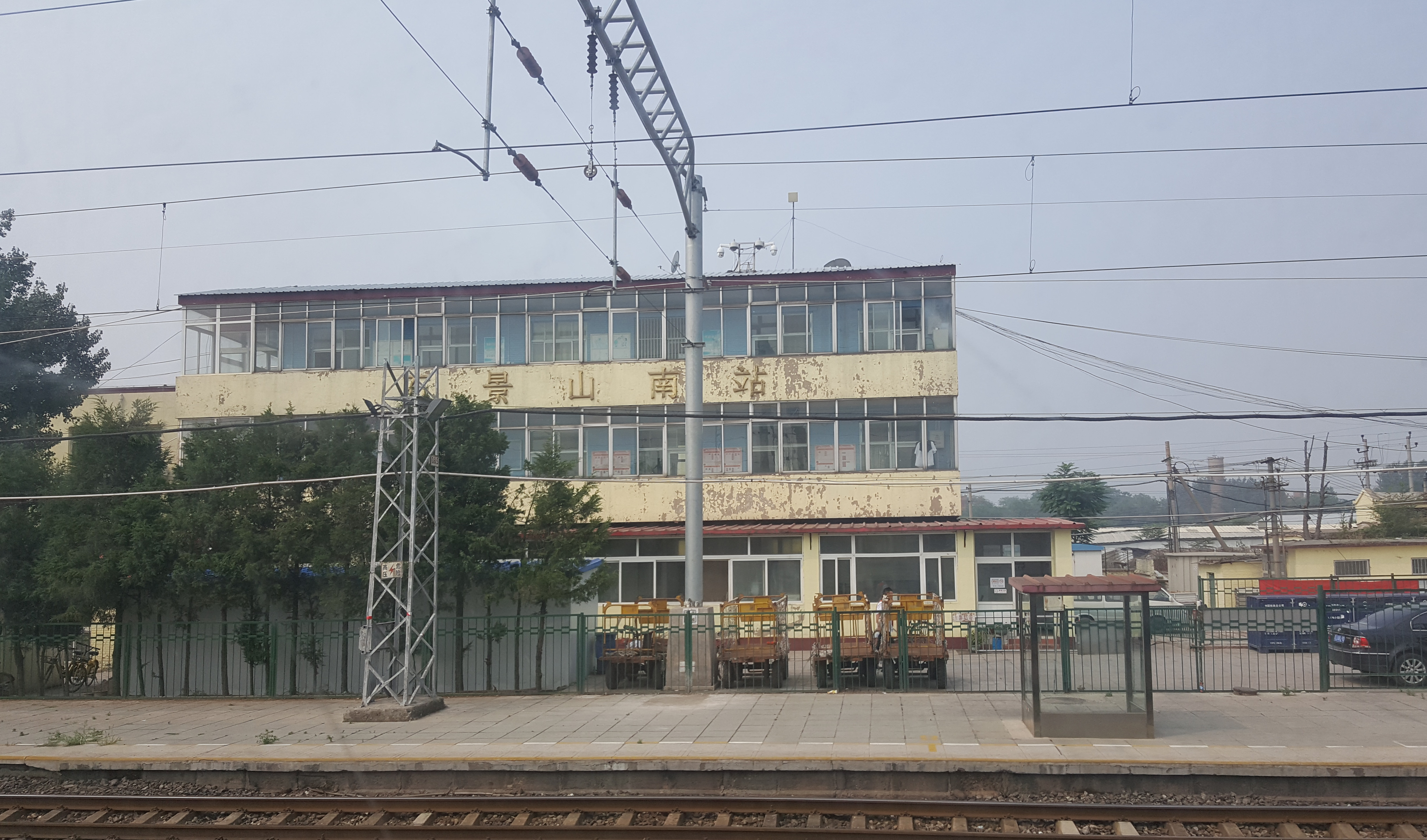
石景山南站

石景山南站是丰沙铁路、京原铁路和一零一铁路上的一个火车站。该站位于北京市石景山区鲁谷街道衙门口南社区境内，邻近北京地铁14号线张仪村停车场，距离北京站25公里，沙城站96公里，原平站419公里。建于1955年。该站于2014年4月1日起停止办理客运业务，此后专营货运。在一零一工程中，石景山南站增建了1座信号楼和793平方米的住宅。

### 衙门口站

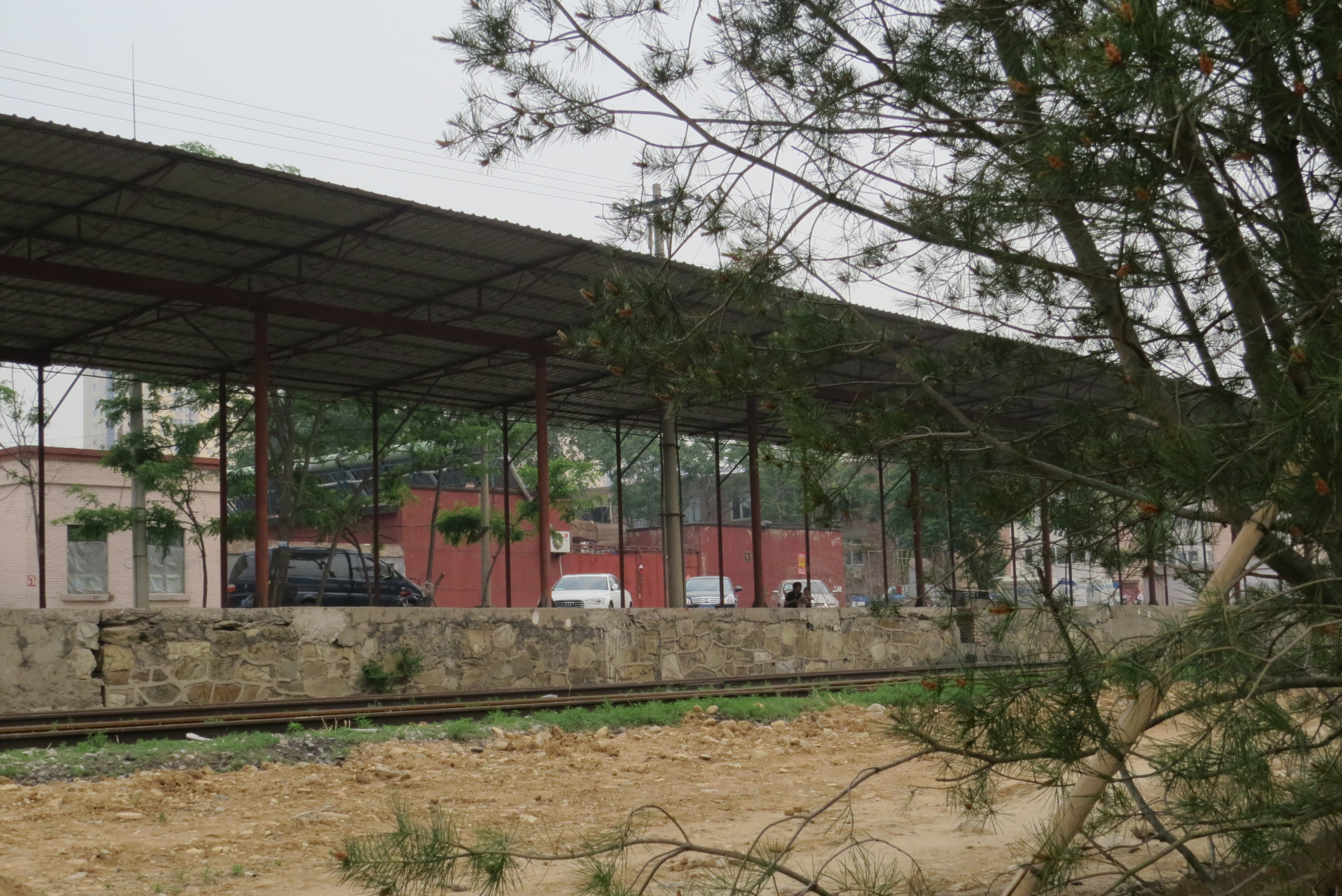
衙门口站

衙门口站是一零一铁路与北京地铁1号线衙门口支线交接的一座临时过渡性车站，建于1970年至1975年间，但直至1984年9月3日才正式开通。衙门口站站址在北京市石景山区八角街道景阳东街，邮政编码100043。本站为“一岛一侧混合式站台”车站，站台为“2台3线”，两站台中间为北京地铁衙门口支线，是一零一铁路与北京地铁1号线的联络线，通过该联络线可以前往北京地铁1号线的八角游乐园站；西站台内侧为一零一铁路到发线，外侧为一零一铁路通过线，离石景山南站5.03公里，离一零一站9.221公里。因客流等原因，北京地铁决定将该联络线的出地段一部分改造成的存车线，改造工程于2022年1月启动，并于同年12月29日竣工。

### 一零一站
一零一站又称场站、1438厂站、西郊机场站，是一零一铁路的终点，站址在西郊机场西侧的闵航路31号院，中央警卫团某部与北京铁路专业技术服务中心（原北京铁路局北京职工培训中心）也位于此院中。一零一站设有3股450米长的到发线，到发线西侧是6股客车停留线，客车停留线上建有一座可存放6列84辆客车的贯穿式车库。此外，一零一站还有3股机车整备线、一座可存放8台内燃机车的贯穿式车库、1股机车走行线和1股卸油线，生产房屋共计有1.9万平方米。
目前，一零一站属北京局集团北京西车务段石景山南站管辖，主要用于春运期间临时存放其它路局为北京地区临时加开列车而调来的车底，最多时可存放150多辆。